# Orontiden

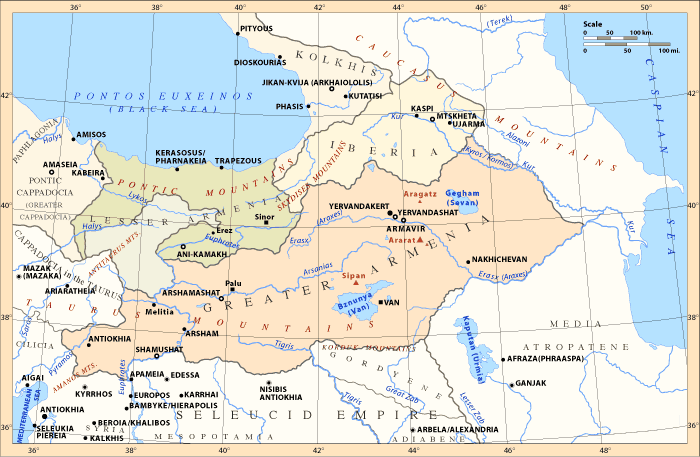
Das Königreich Armenien unter den Orontiden

Die Orontiden (auch unter dem Namen armenisch Երվանդունիների հարստություն, Yervanduni bekannt) sind die erste bekannte armenische Dynastie. Die Orontiden errichteten ihre Oberherrschaft über Armenien zur Zeit der skythischen und medischen Invasion im 6. Jahrhundert v. Chr. Ihre Nachkommen herrschten über das Königreich Sophene und über Kommagene bis zum Jahr 72.

## Historischer Hintergrund
Der Name Orontes ist die hellenisierte Form des armenischen männlichen Namens Yervand. Der Name Orontes (Ὀρόντης) ist nur auf Griechisch bezeugt. Einige vermuteten eine Kontinuität mit dem hethitischen Namen Arnuwanda. Verschiedene griechische Schreibungen in klassischen Quellen sind Orontes, Aruandes oder Ardoates. Die Existenz der Dynastie ist mindestens für 400 v. Chr. bezeugt, und es kann gezeigt werden, dass sie zuerst von Armawir aus und dann später von Jerwandaschat aus herrschten. Das genaue Gründungsdatum der Orontiden wird unter den Forschern noch diskutiert, aber es gibt einen Konsens darüber, dass die Dynastie nach der Zerstörung Urartus durch die Skythen und Meder (um 612 v. Chr.) erschien.

## Orontidische Könige und Satrapen Armeniens
Xenophon erwähnt den armenischen König Tigranes in seinem Werk Kyrupädie (Die Erziehung des Kyros). Er war ein Verbündeter des Kyros II., mit dem er auf die Jagd ging. Tigranes zahlte an Astyages Tribut. Sein älterer Sohn hieß ebenfalls Tigranes. Nach dem Ausbruch von Feindseligkeiten zwischen den Medern und Babylon, verweigerte Tigranes seine Zahlungen an die Meder. Als ein Nachfolger Astyages’ verlangte Kyros II. aber diesen Tribut für sich. Strabon verarbeitete dies in seinen Geographika (Buch XI, 13.5). Mit den Wirren, die nach dem Tod Kambyses II. und der Ernennung des Smerdis zum König entstanden, revoltierten die Armenier im Jahr 512 v. Chr. Dareios I. schickte den Armenier Dâdarši, um die Revolte zu ersticken, und ersetzte ihn später durch den Perser Vaumisa, der die Armenier am 20. Mai 521 v. Chr. besiegte. Zur selben Zeit behauptete ein anderer Armenier namens Aracha, Sohn des Chaldita, dass er ein Sohn des letzten Königs von Babylon Nabonid sei, und nannte sich Nabu-kudurri-usur IV. Sein Aufstand war kurz und wurde von General Intaphernes niedergeschlagen.
Diese Ereignisse werden im Detail in der Behistun-Inschrift erwähnt. Nach der Neuordnung der Verwaltung des persischen Reiches, wurde Armenien in mehrere Satrapien eingeteilt. Die armenischen Satrapen heirateten in der Regel mit Mitgliedern der persischen Königsfamilie. Diese Satrapen stellten Xerxes I. Kontingente für seine Invasion in Griechenland im Jahr 480 v. Chr. zur Verfügung. Herodot sagt, dass die Armenier in Xerxes Armeen wie die Phryger gekleidet waren. 401 v. Chr. marschierte Xenophon mit einer großen Armee griechischer Söldner durch Armenien. Xenophon erwähnt zwei Personen namens Orontes. Einer war ein Adeliger, ein hoher Armeeoffizier und gehörte zu königlichen Familie; als Kommandeur der Zitadelle von Sardes wagte er Krieg gegen Kyros den Jüngeren und versuchte ihn kurz vor der Schlacht bei Kunaxa an Artaxerxes II. zu verraten, wurde aber gefangen und hingerichtet. Xenophons Anabasis enthält eine genaue Beschreibung des Landes, die besagt, dass die Region in der Nähe des Flusses Kentrites (heute Botan) für Artaxerxes II. durch den Satrap Orontes – Sohn des Artasyras – verteidigt wurde und dass dieser armenische und alarodische Truppen hatte. Tiribazos, der später Satrap von Lydien wurde, wird als Hipparchos von Armenien unter Orontes erwähnt.
401 v. Chr. gab Artaxerxes II. seine Tochter Rhodogune Orontes I. zur Frau. In zwei Inschriften des Königs Antiochos I. auf seinem Monument am Nemrut Dağı wird Aroandes/Orontes, Sohn des Artasouras und Ehemann der Tochter Artaxerxes Rhodogoune als einer der Vorfahren der orontidischen Herrscherfamilie von Kommagene, die ihre Abstammung von Dareios I. herleitet, erwähnt. Diodor erwähnt einen weiteren Orontes, vielleicht denselben, der 362 v. Chr. Satrap von Armenien und seiner adeligen Herkunft und seines Hasses auf den König wegen Anführer der aufständischen Satrapen von Kleinasien war. Verleitet von seiner Liebe zu Macht und Betrug, verriet er die Satrapen an den König. Orontes verlor sein Amt als Satrap von Armenien und wurde als Satrap in die unbedeutendere Satrapie Mysien versetzt. Jedoch lehnte er sich 357 v. Chr. ein zweites Mal auf, wahrscheinlich wegen seiner Unzufriedenheit mit den Belohnungen des Königs, und begann einige Angriffe, die bis in die Regierungszeit des neuen Königs Artaxerxes III. anhielten. Während dieser Zeit eroberte er sogar die Stadt Pergamon, aber schlussendlich musste er sich mit dem König versöhnen. Im Jahr 349 v. Chr. erhielt er während des Abschlusses eines Handelsvertrages mit Athen das athenische Bürgerrecht und einen goldenen Kranz. Er ließ während des Satrapenaufstandes viele Münzen in Klazomenai, Phokäa und in Lampsakos prägen. Alle späteren Orontiden sind seine Nachfahren. Dareios III. war als Satrap von Armenien sein Nachfolger in den Jahren 344 bis 336 v. Chr.
Ein armenisches Kontingent war unter der Führung des Orontes II. und eines gewissen Mithraustes' in der Schlacht von Gaugamela anwesend. Diodor erwähnt, dass Orontes II. ein Freund des makedonischen General Peucestas war. Armenien kam offiziell unter Makedoniens Herrschaft, als dessen Herrscher Alexander den Großen anerkannten. Alexander ernannte einen Orontiden namens Mithranes nach dem Sieg über Orontes II. zum Verwalter in Armenien. Nach dem Tode Alexanders im Jahr 323 v. Chr. wurde Armenien mit dem Einverständnis Babylons General Neoptolemos unterstellt und blieb es bis zu seinem Tod in einem Kampf 321 v. Chr. Um 302 v. Chr. wurde die armenische Hauptstadt durch Orontes von Armawir nach Yervandashat verlegt.
Seit 301 v. Chr. befand sich Armenien in der Einflusssphäre der Seleukiden, bewahrte aber einen beachtlichen Grad an Autonomie und behielt seine einheimischen Herrscher. Nach Polyainos suchte der rebellische König der Seleukiden Antiochos Hierax im Jahr 227 v. Chr. Zuflucht im Armenien des Königs Arsames, Gründer der Stadt Arsamosata. Später war das Land zwischen zwei Königen, die beide Vasallen der Seleukiden waren, geteilt: Großarmenien und Sophene inklusive Kommagene und Kleinarmenien. Antiochos III. entschied die lokalen Dynastien zu stürzen und belagerte 212 v. Chr. Arsamosata, das damals Hauptstadt des im westlichen Armenien regierenden Xerxes war. Dieser ergab sich, flehte Antiochos III. um Gnade und erkannte ihn als seinen Herrscher an. Antiochos III. gab Xerxes seine Schwester Antiochis, die später Xerxes ermordete, zur Frau. Großarmenien wurde von einem orontidischen Nachfahren des Hydarnes regiert und war auch der letzte orontidische Herrscher Großarmeniens; offenbar wurde er von Antiochos III. besiegt, der dann das Land zwischen seinen Generälen Artaxias I. und Zariadris aufteilte.

## Orontiden in Kommagene
Auf dem Nemrut Dağı steht den Götterstatuen gegenüber eine lange Reihe von Säulen mit den Stelen der griechischen Vorfahren von Antiochos I. Im rechten Winkel zu dieser Reihe steht eine andere Reihe von Stelen, die seine orontidischen und achämenidischen Vorfahren darstellen. Von diesen sind die Stelen Dareios I. und Xerxes I. gut erhalten. Vor jeder Stele befindet sich ein kleiner Altar. Auf beiden Altären wurden Inschriften gefunden. Antiochos I. gab darauf Acht, dass sich jeder bewusst war, dass er über die Heirat seines Vorfahren Orontes mit der Rhodogune, Tochter Artaxerxes’ II., mit der Dynastie der Achämeniden verwandt war. Artaxerxes II. besiegte 401 seinen Bruder Kyros den Jüngeren, der ihn vom Thron stoßen wollte. Wegen der militärischen Hilfe des Satrapen Orontes aus Armenien, gab ihm Artaxerxes II. seine Tochter zu Frau. Deren Nachfahre Mithridates I. heiratete die seleukidische Prinzessin Laodike Thea Philadelphos.

## Herrscher der Orontiden

### Orontidische Könige nach der traditionellen armenischen Chronik
- Orontes I. Sakavakyats (570 – 560 v. Chr.)
- Tigranes (560 – 535 v. Chr.)
- Vahagn (530 – 515 v. Chr.)
- Hydarnes I. (spätes 6. Jh. v. Chr.)
- Hydarnes II. (frühes 5. Jh. v. Chr.)
- Hydarnes III. (Mitte des 5. Jh. v. Chr.)
- Ardaschir (2. Hälfte des 5. Jh. v. Chr.)

### Belegte Könige und Satrapen von Armenien
- Orontes I. (401 – 344 v. Chr.)
- Dareios Kodomannos (344 – 336 v. Chr.)

### Orontidische Dynastie von Großarmenien
- Orontes II. (336 – 331 v. Chr.)
- Mithrenes (331 – 323 v. Chr.)
- Perdikkas (Fremder) (323 v. Chr.)
- Neoptolemos (Fremder) (323 – 321 v. Chr.)
- Eumenes (Fremder) (321 v. Chr.)
- Mihran (321 – 317 v. Chr.)
- Orontes III. (317 – 300 v. Chr.)
- Sames (290 – 260 v. Chr.) (260 – 243 v. Chr.)
- Arsames I. (260 – 228 v. Chr.) (243 – 226 v. Chr.)
- Charaspes
- Arsames II.
- Abdissares (um 225 – 215 v. Chr.)
- Xerxes (um 212 – 202 v. Chr.)
- Orontes (212 – 200 v. Chr.)
- Ptolemaios (201 – 163 v. Chr.)
- Herrschaft der Seleukiden (200 – 189 v. Chr.)
- Herrschaft der Artaxiden (189 – 163 v. Chr.)

### Orontidische Könige in Kommagene
- Ptolemaios 163 – ca. 130
- Samos II. ca. 130 – ca. 100
- Mithridates I. ca. 100 – 69
- Antiochos I. 69 – ca. 36
- Mithridates II. ca. 36 – 20
- Antiochos II., Prinz
- Mithridates III. 20 – 12
- Antiochos III. 12 v. Chr. – 17 n. Chr.
- Römerherrschaft 17 – 38
- Antiochos IV. 38 – 72 und seine Ehefrau Iotapa

## Weiterführende Literatur
- Cyril Toumanoff: A note on the Orontids
- Hakop Manandyan: Analytical Study of the History of Armenian People, Jerewan